# Creu de terme (Sant Martí de Maldà)
La Creu de terme és una obra barroca de Sant Martí de Maldà, al municipi de Sant Martí de Riucorb (Urgell), inclosa a l'Inventari del Patrimoni Arquitectònic de Catalunya.

## Descripció
És una creu de terme realitzada en una sola peça de pedra, de 8,20 m d'alçada. El seu estat de conservació és força precari perquè està permanentment exposada a l'erosió climàtica. La creu és de talla de pedra de perfil trilobat en els extrems dels braços i internament presenta una creu grega central envoltada per una decoració més abstracta en alts relleus romboidals. Aquesta creu se sosté damunt un capitell de perfil hexagonal on s'obren sis arcuacions d'arc de mig punt amb una venera a la part interna. Cada arc presenta a l'interior un alt relleu d'un sant diferent. Pel seu elevat grau d'erosió, les diverses figures són difícils de reconèixer. El fust és llis i està emplaçat a sobre d'un sòlid pedestal amb escales.
A la part baixa hi ha una inscripció gairebé il·legible que fa al·lusió a la família Bergadà.